# Archytas russatus
Archytas russatus är en tvåvingeart som beskrevs av Henry J. Reinhard 1962. Archytas russatus ingår i släktet Archytas och familjen parasitflugor. Inga underarter finns listade i Catalogue of Life.